# Karl Spiewok

Karl Spiewok (1936)

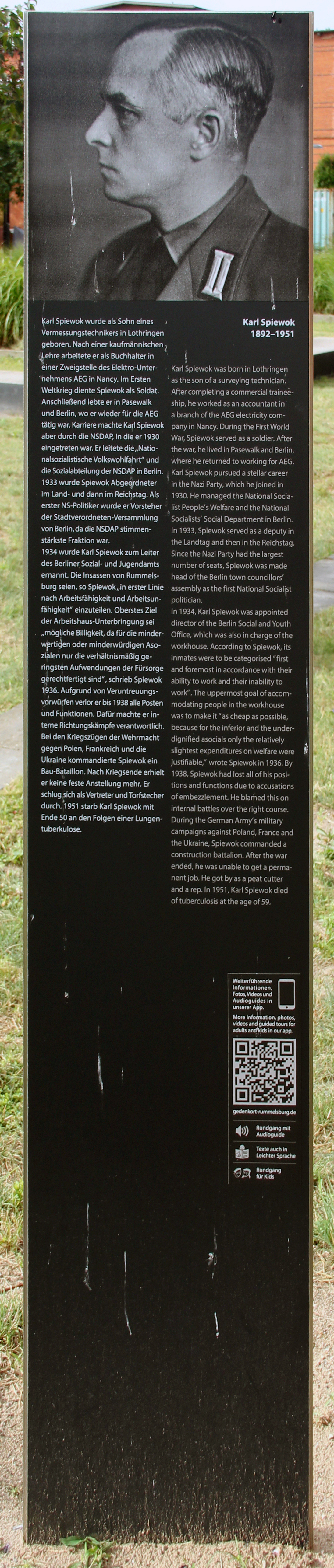
Gedenktafel, Hauptstraße 8, in Berlin-Rummelsburg

Eduard Karl Spiewok (* 13. Dezember 1892 in Metz, Deutsches Kaiserreich; † 12. Mai 1951 in Berlin) war ein deutscher Politiker (NSDAP).

## Leben und Wirken
Nach dem Besuch der Oberrealschule in Metz absolvierte Spiewok eine kaufmännische Lehre bei der AEG. Von 1909 bis 1912 war im Metzer Büro der AEG tätig, um anschließend bis 1914 für diese im Ausland zu arbeiten. Danach nahm er von 1914 bis 1918 am Ersten Weltkrieg teil, in dem er als Pionieroffizier an der Westfront eingesetzt wurde.
Von 1918 bis 1933 war Spiewok erneut kaufmännisch für die AEG tätig, zuletzt als Abteilungsleiter in Berlin.
1933 war Spiewok einige Monate lang Mitglied des Preußischen Landtages. Von November 1933 bis zum April 1938 war er zudem Mitglied des nationalsozialistischen Reichstag (NSDAP-Mitgliedsnummer 320.315) für den Wahlkreis 3 (Berlin Ost). Außerdem gehörte er seit dem 12. März 1933 der Stadtverordnetenversammlung von Berlin (seit dem 1. April 1933 als Nachfolger des Sozialdemokraten Johannes Hass als Stadtverordnetenvorsteher) und seit dem November 1934 dem Stadtrat von Berlin an.
Ab dem 1. Oktober 1933 fungierte Spiewok als Gauamtsleiter des Amtes für Volkswohlfahrt im Gau Berlin sowie Gaubeauftragter für das Winterhilfswerk Berlin. Von 1934 bis 1938 war Spiewok außerdem Leiter des Landeswohlfahrts- und Jugendamtes der Stadt Berlin. Danach wurde er bis 1945 in das Stadtwirtschaftsamt der Stadt versetzt. Grund für die Versetzung zur Stadtwirtschaftskammer waren Interessenkonflikte zwischen Spiewoks Funktion als Stadtrat für Wohlfahrtspflege und seiner Tätigkeit für die NSV, was zu Vorbehalten sowohl des Oberbürgermeisters als auch der Gauleitung führte. Der Meinung des Historikers Frank Bajohr zufolge war Spiewok in eine Korruptionsaffäre um den Ankauf von Kraftwagen verwickelt.
Hinzu kam das Amt eines Reichsredners der NSDAP und die Präsidentschaft im Bund Deutscher Westen, der am 29. Mai 1933 auf Mitinitiative von Robert Ernst und ihm gegründet wurde – entsprechend § 3 der Satzung durch Führer "arischer Abkunft" geleitet. In der SS war er Führer (Mitgliedsnummer 6.128).
Ab 1940 leitete er das Stadtbetriebsamt in Berlin. Seit 1943 nahm Spiewok am Zweiten Weltkrieg teil. Von 1945 bis 1946 war er in französischer Kriegsgefangenschaft, anschließend lebte er bis zu seinem Tod in Berlin.

## Schriften
- Der Aufbau des Wohlfahrtwesens im nationalsozialistischen Staat, 1937.
- Aus der Arbeit des Landes-Wohlfahrts- und Jugendamts der Reichshauptstadt, 1937.